# Đảo Johns (Washington)
Đảo Johns là một trong những đảo thuộc quần đảo San Juan, quận San Juan, tiểu bang Washington, Hoa Kỳ. Nó nằm ngay phía đông của đảo Stuart và phía bắc của đảo Spieden. Đảo có tổng diện tích 0,9083 km ² (0,3507 mi, hoặc 224,45 ha). Giống như nhiều đảo năm xa quần đảo San Juan, Đảo Johns không có điện, đường ống dẫn nước. Theo điều tra dân số năm 2000, đảo có 5 cư dân.

## Liên kết
- sanjuansites.com